# دانيال وايز (أستاذ جامعي)
دانيال وايز (بالإنجليزية: Daniel Wise)‏ هو رياضياتي أمريكي، ولد في 24 يناير 1971.